# Valeria Casprini
Valeria Casprini (15 de mayo de 1976) es una deportista italiana que compitió en natación, en la modalidad de aguas abiertas.
Ganó cuatro medallas en el Campeonato Europeo de Natación entre los años 1995 y 2000.

## Palmarés internacional
| Campeonato Europeo | Campeonato Europeo   | Campeonato Europeo | Campeonato Europeo |
| Año                | Lugar                | Medalla            | Prueba             |
| ------------------ | -------------------- | ------------------ | ------------------ |
| 1995               | Viena (Austria)      | Medalla de bronce  | 5 km               |
| 1997               | Sevilla (España)     | Medalla de plata   | 5 km               |
| 1997               | Sevilla (España)     | Medalla de plata   | 25 km              |
| 2000               | Helsinki (Finlandia) | Medalla de bronce  | 25 km              |